# Helionidia acutivertex
Helionidia acutivertex är en insektsart som först beskrevs av K. Ramakrishnan och Menon 1974.  Helionidia acutivertex ingår i släktet Helionidia och familjen dvärgstritar. Inga underarter finns listade i Catalogue of Life.